# Dipartimento dell'Ovest
Il dipartimento dell'Ovest è un dipartimento di Haiti. Il capoluogo è Port-au-Prince.

## Geografia antropica

### Suddivisioni amministrative
Il dipartimento dell'Ovest è suddiviso in 5 arrondissement:
- Arcahaie
- Croix-des-Bouquets
- La Gonâve
- Léogâne
- Port-au-Prince